# Lupang Hinirang
Lupang Hinirang é o hino nacional das Filipinas. Começou por ser uma marcha instrumental encomendada pelo presidente filipino de então, Emilio Aguinaldo, a Julian Felipe, para ser usada na proclamação da independência do país a 12 de Junho de 1898. O título da marcha era inicialmente Marcha Filipina Magdalo. Mais tarde, aquando da sua adopção como marcha nacional, o título foi mudado para Marcha Nacional Filipina. E então, em Agosto de 1899, um jovem poeta-soldado chamado Jose Palma escreveu o poema Filipinas em espanhol. Esse poema passou a ser a letra do hino nacional.
Durante a década de 1920 o Governo Colonial Americano decidiu traduzir o hino nacional de espanhol para inglês. A tradução foi realizada por Camilo Osias e por um estado-unidense, A. L. Lane.
Finalmente, durante o mandato do presidente Ramon Magsaysay, o hino nacional foi traduzido por Julian Cruz Balmaceda e Ildefonso Santos para a língua nativa, o tagalog. A 26 de Maio de 1956, o hino nacional, Lupang Hinirang, foi finalmente cantado em filipino. Foram feitos alguns ajustamentos menores em 1962, e é esta a versão final que está em uso hoje em dia.